# Jane Winton
Jane Winton est une danseuse, actrice, chanteuse d'opéra (soprano) et écrivain américaine, née à Philadelphie (Pennsylvanie) le 10 octobre 1905, décédée à New York le 22 septembre 1959 à 53 ans.

## Biographie
Pendant les années 1920, elle débuta sur les planches à Broadway comme danseuse dans les Ziegfeld Follies.
Après être venue sur la côte ouest des États-Unis, Winton devint célèbre à Hollywood et fut surnommée « La déesse aux yeux verts ». On la remarque au cinéma dans Tomorrow's Love (1925), Why Girls Go Back Home (1926), Sunrise, The Crystal Cup and The Fair Coed (1927), Burning Daylight, Melody of Love et The Patsy (1928), Scandal, Show Girl in Hollywood (1929), et The Furies and Hell's Angels (1930).
Winton interpréta Donna Isobel dans Don Juan d'Alan Crosland (1926). Les autres rôles principaux étaient tenus par John Barrymore et Mary Astor. Ce film fut connu pour être le premier film utilisant la technique du Vitaphone, une nouvelle invention qui devait perdurer jusqu'au début des années 1930.
Winton se maria trois fois. En 1927, elle épousa le scénariste d'Hollywood Charles Kenyon, puis en 1930, l'homme d'affaires new-yorkais Horace Gumble. Son dernier mari fut Michael T. Gottlieb, un agent de change, joueur de bridge et propriétaire foncier dans l'Arizona. Ils se marièrent en 1935.
Jane Winton mourut en 1959 au Pierre Hotel de New York. Elle possédait plusieurs résidences, à Katonah, New York et Phoenix (Arizona).

### Opéra et radio
Après avoir quitté Hollywood, Winton se produisit dans plusieurs opéras, tant aux États-Unis qu'à l'étranger. En 1933, elle tint le rôle de Nedda dans une production de Paillasse de Ruggero Leoncavallo, avec la National Grand Opera Company. Sa voix fut remarquée en Angleterre où elle travailla pour la radio.

### Littérature
En 1951, sa nouvelle, Park Avenue Doctor, fut éditée par Frederick Fell. Passion Is The Gale, sa seconde nouvelle, sortit l'année suivante.

## Filmographie partielle
- 1926 : The Love Toy d'Erle C. Kenton : la fiancée
- 1926 : Don Juan d'Alan Crosland : Donna Isobel
- 1926 : Marquita l'espionne (Across the Pacific) de Roy Del Ruth : Claire Marsh
- 1926 : Une riche veuve (Footloose Widows) de Roy Del Ruth : Mrs. Drew
- 1926 : The Honeymoon Express de James Flood et Ernst Lubitsch : Estelle
- 1926 : Why Girls Go Back Home de James Flood
- 1927 : L'Aurore (Sunrise) de Friedrich Wilhelm Murnau : la manucure
- 1927 : The Poor Nut de Richard Wallace
- 1927 : L'Étrange Aventure du vagabond poète (The Beloved Rogue) d'Alan Crosland : l'abbesse
- 1928 : Une gamine charmante (The Patsy) de King Vidor
- 1929 : Le Pont du roi Saint-Louis (The Bridge of San Luis Rey) de Charles Brabin
- 1929 : Capitaine Swing (Captain Lash) de John G. Blystone : Babe
- 1930 : Les Anges de l'enfer (Hell's Angels) d'Howard Hughes : la baronne Von Kranz
- 1930 : A Notorious Affair de Lloyd Bacon : une des admiratrices de Paul
- 1930 : In the Next Room d'Edward F. Cline